# Economía de Albacete
La economía de Albacete es la primera de Castilla-La Mancha según el Anuario Económico de La Caixa 2012, alcanzando la ciudad un índice de actividad económica de 360 puntos. Albacete es una ciudad comercial e industrial, importante eje de comunicaciones, que dispone de destacadas conexiones por autovía, y por vía férrea (incluidos servicios AVE), así como vía aérea a través de su aeropuerto que la comunica con diversos puntos de la geografía española.
El sector aeronáutico es uno de los principales motores económicos de la ciudad. Albacete es sede de la Escuela de Pilotos de la OTAN, de la Base Aérea de Los Llanos y de la Maestranza Aérea de Albacete, la más importante de España. Además, la ciudad alberga el Parque Aeronáutico y Logístico de Albacete, que acoge a importantes empresas del sector.

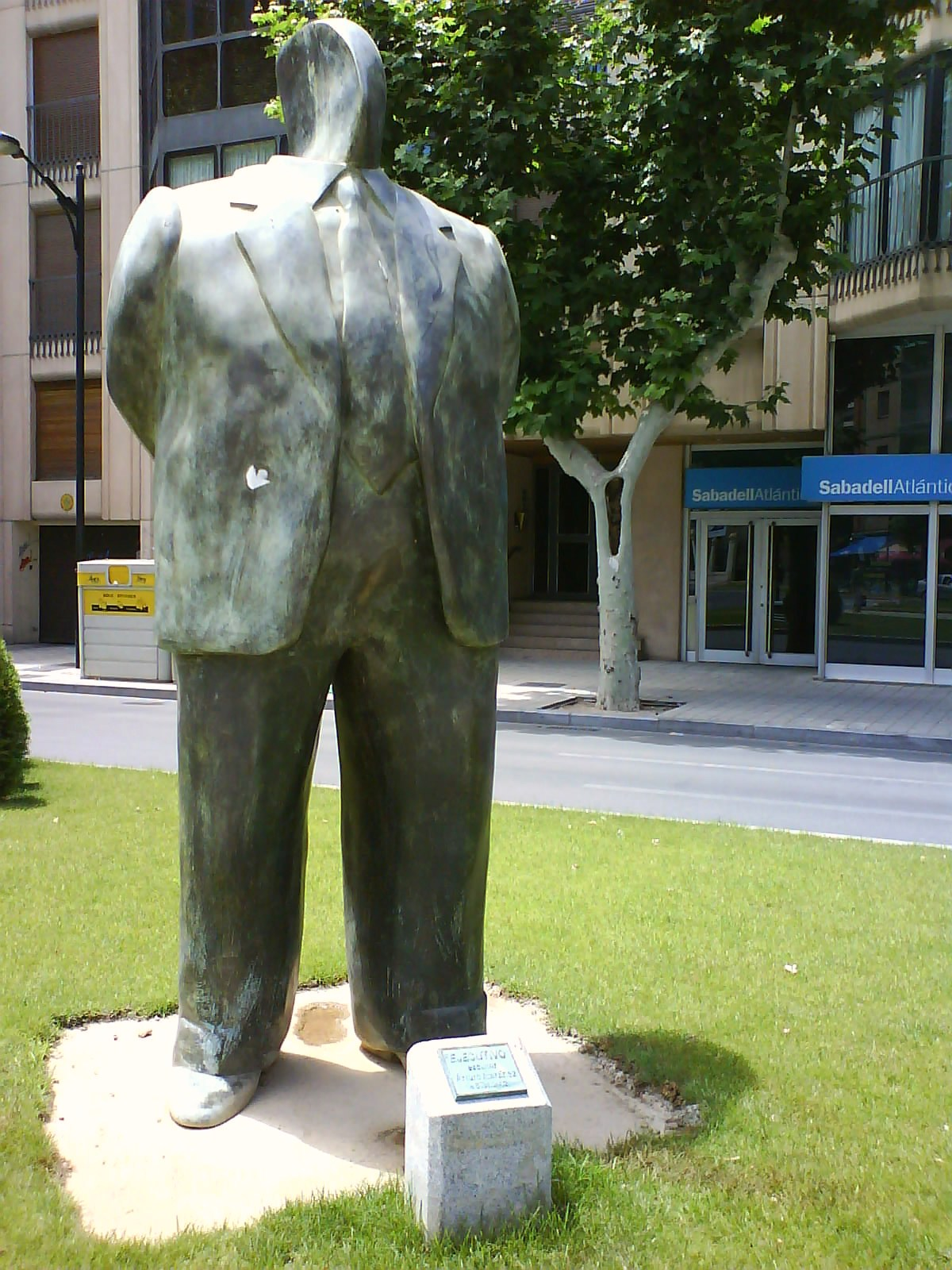
El Ejecutivo de Arturo Martínez, en la Plaza de Gabriel Lodares.

La ciudad de Albacete ha basado su economía históricamente en la actividad agro-ganadera, tal y como muestra la creación de una importante feria, otorgada por Felipe V que posteriormente derivó en la actual Feria de Albacete. La cuchillería también fue uno de los pilares de la industria albaceteña, especialmente con la llegada del ferrocarril a la ciudad a mediados del siglo XIX.
Actualmente Albacete basa su economía en el sector comercial y de servicios, siendo cabecera de una extensa área comercial que supera los 556.723 personas de 154 municipios, repartidos por las provincias de Albacete, Cuenca, Ciudad Real, Jaén, Alicante, Valencia y Murcia. La industria también es un motor importante generadora de empleo en la ciudad, contando con extensas zonas industriales, especialmente el sector aeronáutico, además, tanto el Ayuntamiento de Albacete, como la Junta de Comunidades de Castilla-La Mancha han iniciado un programa para desarrollar una nueva economía productiva basada en el conocimiento, y con una estrecha unión con la universidad.
Albacete cuenta con varios servicios de corte económico, alguno de ellos de reciente apertura, como el Palacio de Congresos, la Institución Ferial de Albacete (que acoge ferias regionales de importancia, de entre las que destaca Expovicaman), y el Parque Científico y Tecnológico de Castilla-La Mancha, junto al campus de la Universidad de Castilla-La Mancha, en el que se encuentran, entre otros, el Centro de Emprendedores, el Instituto de Investigación en Informática de Albacete (I3A), el Instituto de Desarrollo Regional, el Centro de Automática y Robótica, el Instituto de Investigación en Energías Renovables, el Centro Regional de Investigaciones Biomédicas y el Jardín Botánico de Castilla-La Mancha.
En lo referente a la renta disponible de los hogares albaceteños, entre 2003 y 2011 esta ha pasado de 8.500 € a 12.400 €, lo que supone un incremento de 3.904 €. A pesar de este crecimiento, Albacete se encuentra por debajo de la media nacional, establecida en 15.433 euros en 2008 (entonces la de Albacete era de 12.382 euros).

## Actividad empresarial y empleo

### Empleo
En el periodo comprendido entre 2000 y 2008, la tasa de paro registrada siempre ha sido inferior al 7%, por lo que puede considerarse como paro técnico. Sin embargo a raíz de la crisis económica de ámbito mundial desatada en 2008, el número de parados no ha dejado de incrementarse en la ciudad, alcanzando en mayo de 2012 una tasa de paro del 23,31% de la población activa, ligeramente por debajo de la media que registró España (24,6%).

### Empresas
La ciudad contaba en 2011 con 7.211 empresas, lo que supone un ligero incremento de las mismas respecto a 2010 (existían 7.154 empresas). Precisamente a finales de 2010, del total de empresas, el 78,8% pertenecían al sector servicios, el 9,3% a la construcción, el 8,1% a industria y el 3,8% al sector agrícola.

#### Confederación de Empresarios de Albacete

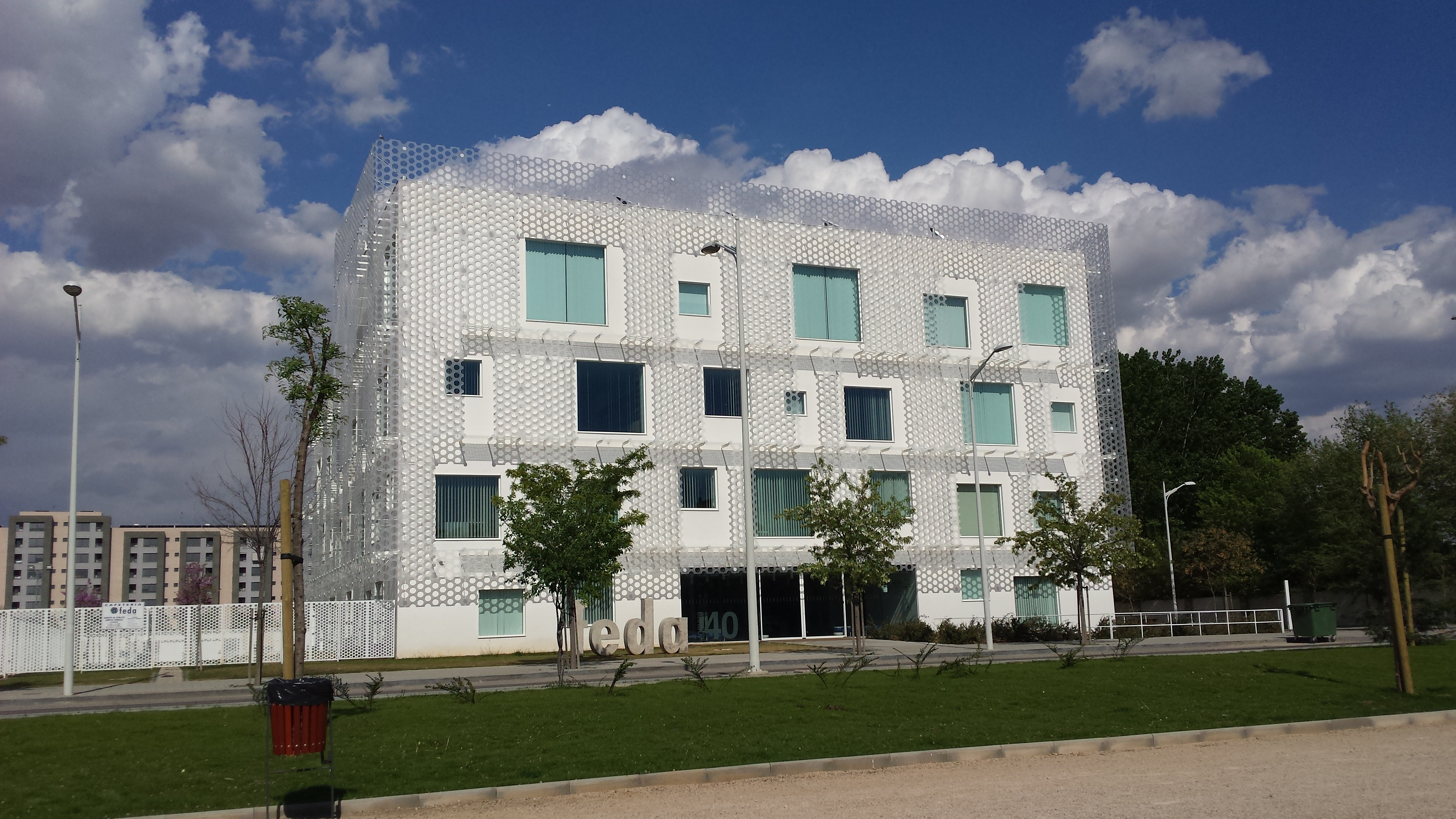
Sede de FEDA (Confederación de Empresarios de Albacete).

La Confederación de Empresarios de Albacete (FEDA) es la organización que representa a los empresarios de Albacete. Cuenta con más de 15.000 empresas asociadas y 101 organizaciones sectoriales.

#### El Centro Europeo de Empresas e Innovación

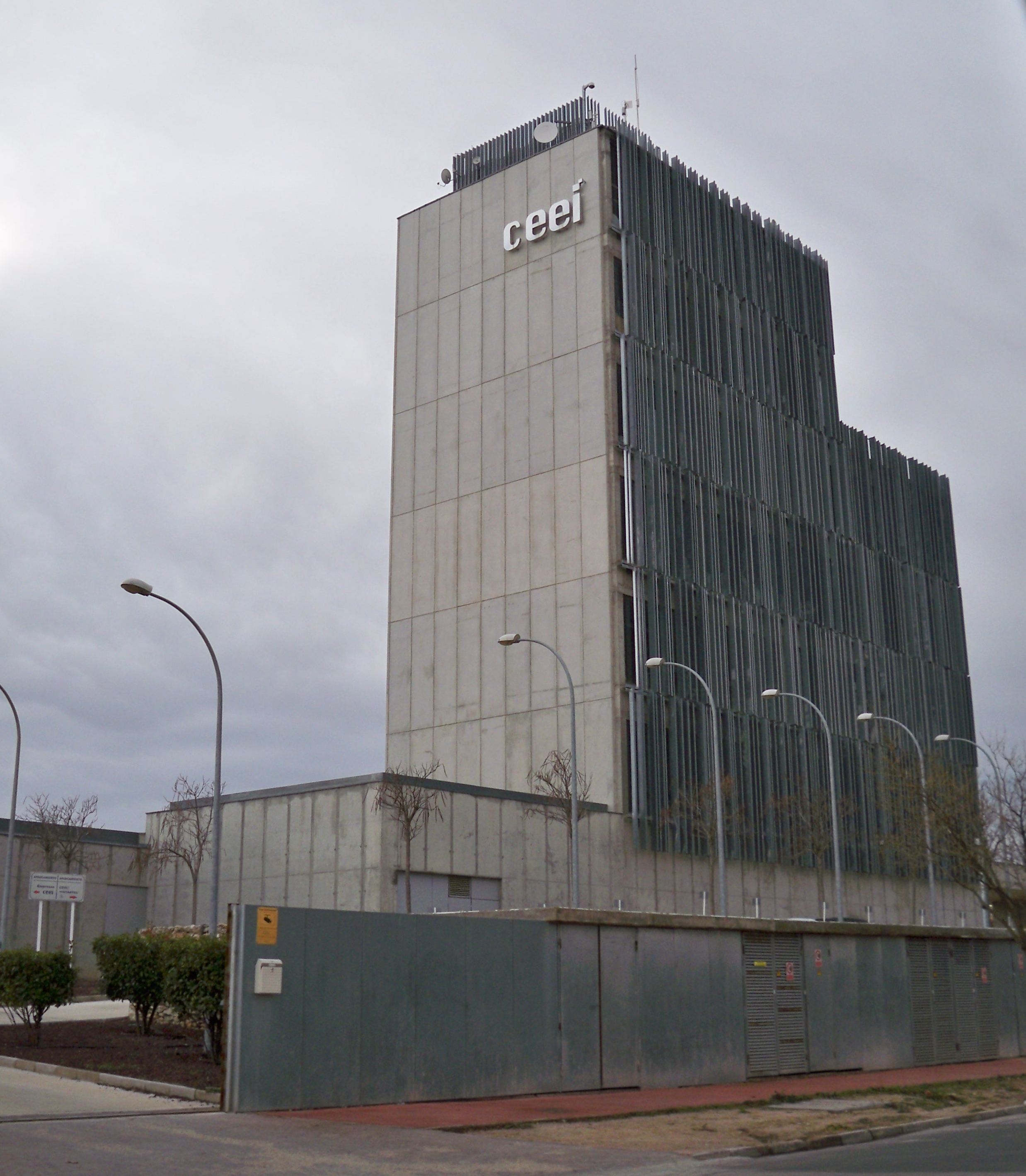
Centro Europeo de Empresas e Innovación de Albacete.

Además, la ciudad cuenta con el Centro Europeo de Empresas e Innovación (CEEI), situado en el Parque Empresarial de Campollano. De carácter provincial, esta institución (convertida en fundación) trata de impulsar la creación de nuevas empresas, especialmente innovadoras, potenciando nuevas líneas de actividad apoyando a los emprendedores.
Este tipo de centros se crean, a partir de 1984, por iniciativa de la Dirección General de Política Regional de la Comisión Europea, en toda la Unión como instrumento de desarrollo industrial y empresarial. El CEEI de Albacete forma parte de la Red Europea EBN (European Bisiness and Innovation Centres -BIC- Network), y también de la Asociación Nacional de CEEI Españoles (ANCES).

## Agricultura y ganadería
Albacete ha tenido siempre una tradicional vinculación con el sector agro-ganadero, gracias a su ubicación y extensión de su término, prueba de ello es el origen que tiene en este sector la Feria de Albacete y su recinto, cuyo primer cometido fue la actividad tradicional de exposición y venta de ganado.
Hoy día, el recinto ferial del IFAB, celebra durante el mes de mayo Expovicaman, una de las ferias agrícolas y ganaderas más importantes de todo el país.
Además, el sector agrícola fue el principal motor de desarrollo de la industria albaceteña hasta la creación de las grandes superficies industriales de la capital.
La ciudad alberga el Instituto Técnico Agronómico Provincial de Albacete (ITAP), institución investigadora de alta tecnología cuya misión es la transferencia de tecnología y la investigación aplicada en los sectores agrícola, ganadero y alimentario.

### Agricultura

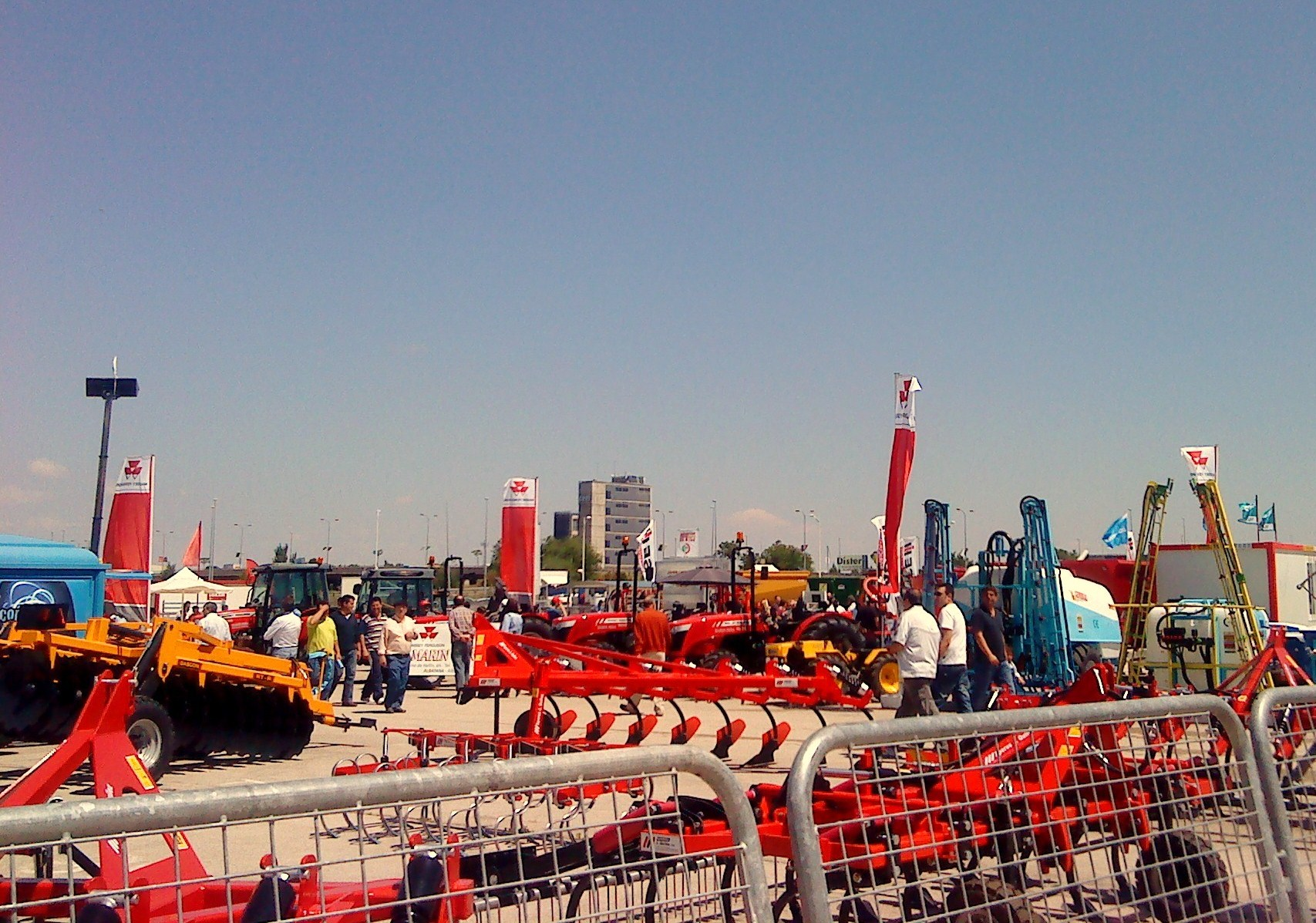
Exposición de maquinaria agrícola en el exterior del IFAB durante Expovicaman.

El amplio territorio que ocupa el municipio de Albacete permite la instalación de amplios cultivos, y los datos de 2010 arrojan una cifra de 112.571 ha empleadas en explotaciones agrarias, de las que 93.880 ha son tierras labradas.
La importancia de los cultivos herbáceos se traduce en 91.653 ha, de entre las que destacan, según datos de 2008 el cultivo de cebada (24.247 ha), trigo (7.390 ha), y maíz (6.169 ha).

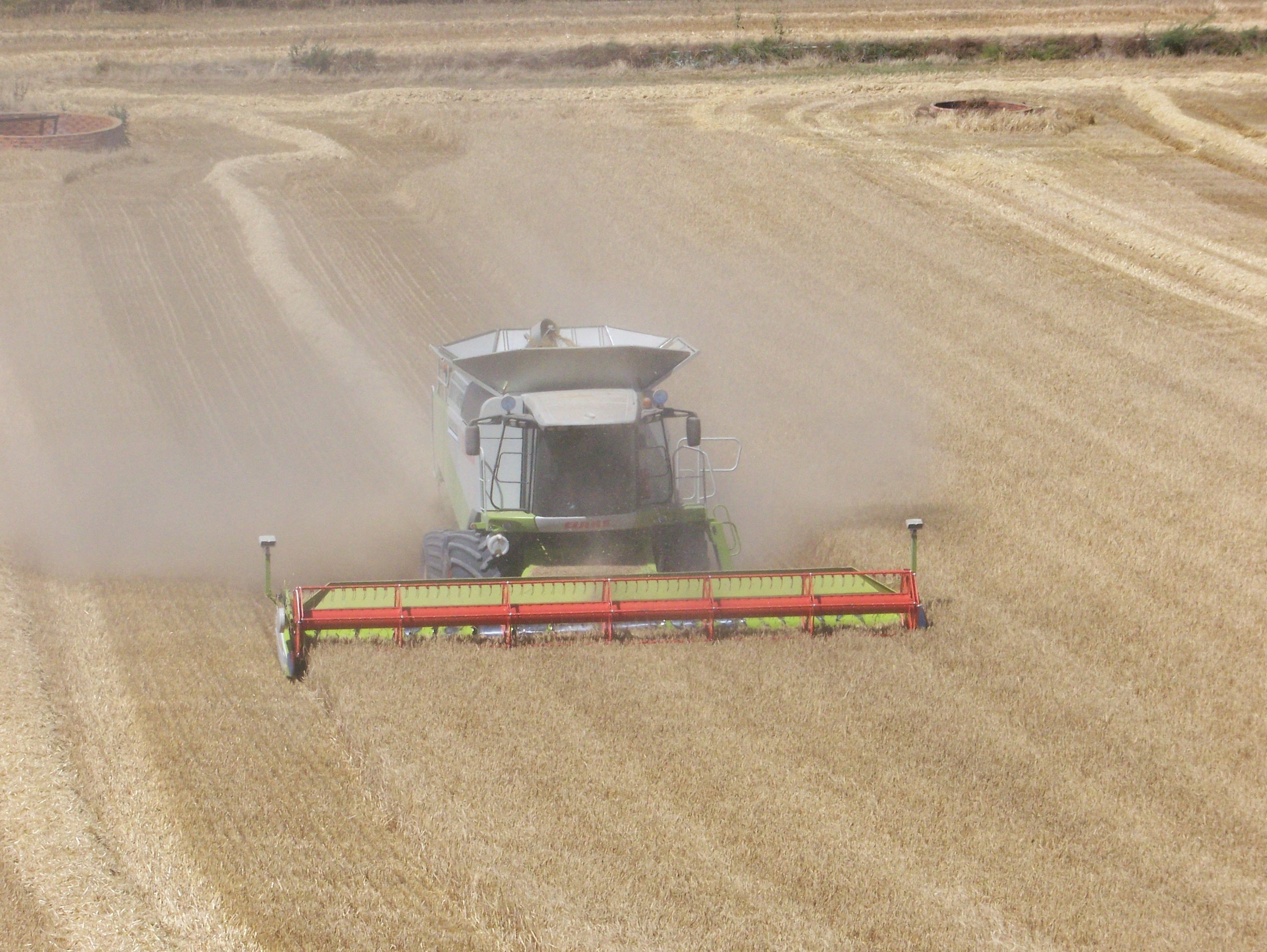
En 2010 se cultivaron en el municipio de Albacete 24.247 ha de cebada.

| Superficie de las explotaciones     | Superficie total                | 112.571 ha |
| Superficie de las explotaciones     | Labradas                        | 93.879 ha  |
| Superficie de las explotaciones     | Pastos                          | 2.201 ha   |
| Superficie de las explotaciones     | Forestal                        | 3.628 ha   |
| Superficie de las explotaciones     | Otras tierras no forestales     | 12.863 ha  |
|                                     |                                 |            |
| Aprovechamiento de tierras labradas | Total Superficie                | 93.880 ha  |
| Aprovechamiento de tierras labradas | Herbáceos                       | 91.653 ha  |
| Aprovechamiento de tierras labradas | Frutales                        | 697 ha     |
| Aprovechamiento de tierras labradas | Viñedo                          | 1.213 ha   |
| Aprovechamiento de tierras labradas | Otros                           | 634 ha     |
|                                     |                                 |            |
| Maquinaria agrícola                 | Tractores (ruedas o cadenas)    | 1.288      |
| Maquinaria agrícola                 | Motocultores, motosegadoras,... | 66         |
| Maquinaria agrícola                 | Cosechadoras de cereales        | 81         |
| Maquinaria agrícola                 | Otras cosechadoras              | 49         |
|                                     |                                 |            |

### Ganadería
Tradicionalmente Albacete también ha sido tierra de importantes explotaciones ganaderas. Según datos de la Consejería de Agricultura de la Junta de Comunidades de Castilla-La Mancha, las explotaciones más numerosas eran en 2010 las ovinas (8.271), seguidas de las bovinas (2.901) y las porcinas (1.522). Respecto al número de ejemplares, en 2002 existían en el municipio de Albacete 130.372 cabezas de ganado ovino, 32.880 de porcino, 3.845 de bovino, 3.188 de caprino y 2.500 de ganado cunícola.

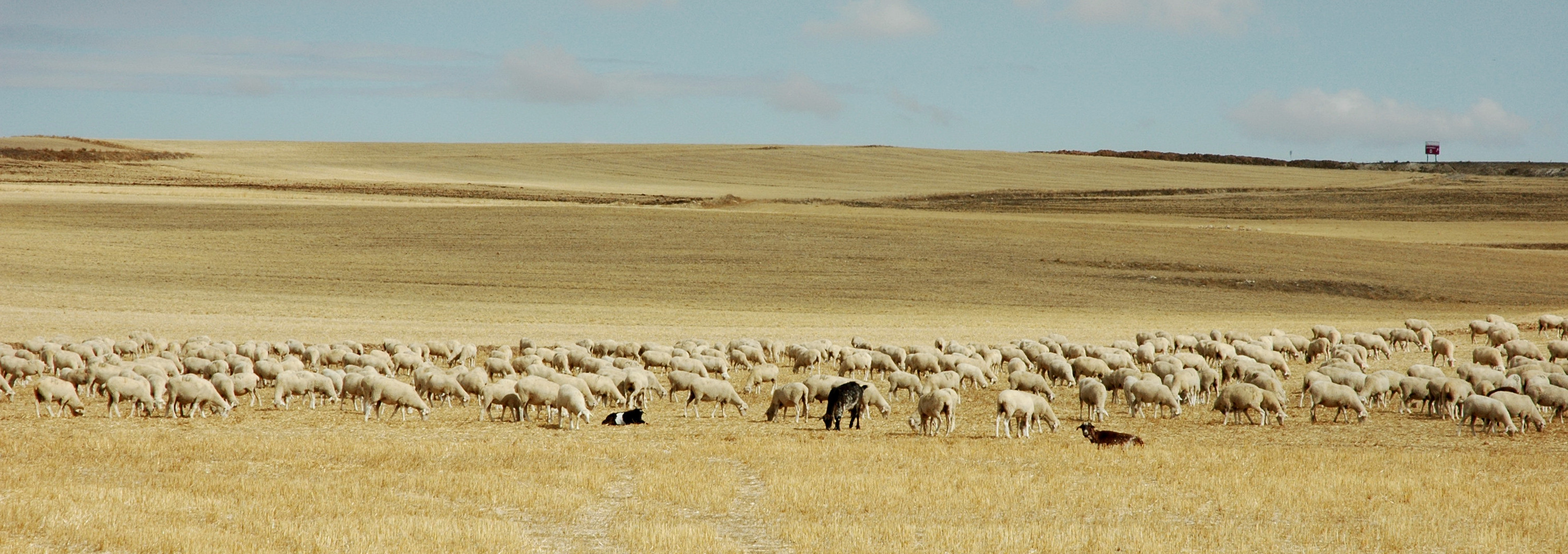
Ganadería ovina pastando en La Mancha.

| Sector  | Número de unidades |
| Bovino  | 2.901              |
| Ovino   | 8.271              |
| Caprino | 331                |
| Porcino | 1.522              |
| Aves    | 196                |
| Otros   | 226                |
| Total   | 13.447             |

## Industria
Desde 1980 se ha multiplicado en el municipio de Albacete el suelo destinado a industria. Si tradicionalmente la agroindustria ha sido el motor de desarrollo de la ciudad, durante los últimos 30 años la industria albaceteña ha ido abarcando nuevos sectores y modernizándose. La distribución logística, la aeronáutica, las energías renovables, el aluminio, el sector automovilístico o la robótica, a los que hay que sumar la biomedicina, la automática o las tecnologías de la información.
El municipio de Albacete cuenta con extensas zonas industriales como el Parque Empresarial de Campollano o el Polígono Industrial de Romica, a los que hay que sumar los polígonos industriales de la Automoción (creado alrededor de la sede de AJUSA, cerca del Circuito de Velocidad), el Parque Aeronáutico y Logístico de Albacete (creado alrededor de la factoría y sede de Eurocopter en España y en las inmediaciones del Aeropuerto), y el Parque Científico y Tecnológico, a los que hay que sumar varios polígonos en municipios cercanos dentro del área metropolitana, donde se está produciendo una gran expansión industrial, muestra de ello son los polígonos industriales de Camporrosso o Los Molinos de Chinchilla de Monte-Aragón, los de Garysol o Torobizco en La Gineta, el Polígono del Salvador de La Roda, el del Villarejo de Madrigueras, el del Quijote de Mahora, el Parque Empresarial de Montalvos, los polígonos agroindustriales de Balazote o Tarazona de la Mancha, o el Polígono de Barrax, todos ellos a menos de 40 kilómetros de la ciudad de Albacete.
| Sector industrial       | Empresas |
| Energía y agua          | 18       |
| Industria química       | 84       |
| Industria metalúrgica   | 367      |
| Industria manufacturera | 499      |
| Total                   | 968      |

### Complejos industriales
Albacete cuenta con seis grandes zonas industriales, aunque a lo largo de las principales vías de comunicación que se extienden por su Área metropolitana, también existen varios polígonos o áreas de este tipo a muy corta distancia de la capital. Con 7.200.000 metros cuadrados de suelo industrial en el municipio (2007), las principales zonas son:

#### Parque Empresarial Campollano

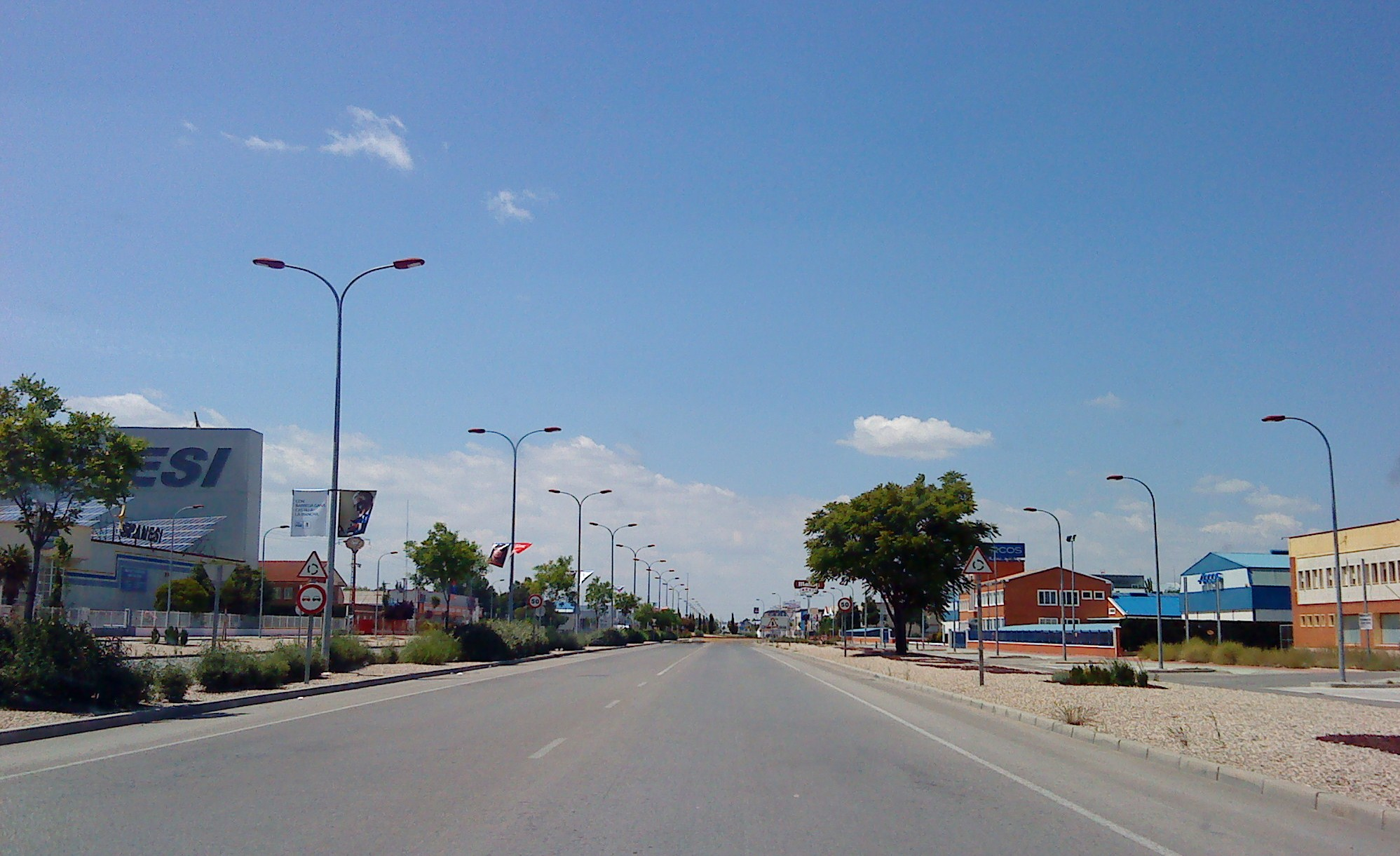
Avenida Gregorio Arcos del Parque Empresarial de Campollano.

Es el polígono industrial más grande de Castilla-La Mancha y uno de los más grandes de España.
Se sitúa a 4,6 km al noroeste de la ciudad, y tiene conexión con las autovías A-31, A-32 y A-30, así como con las carreteras N-430, N-322 y N-320. En el Parque Empresarial Campollano trabajan a diario más de 15.000 personas actualmente, que podrían llegar a cerca de 20.000 cuando se culminen las ampliaciones proyectadas en el Parque. No obstante, cerca de 40.000 personas se encuentran directa o indirectamente relacionadas con el Parque.
Campollano ocupa una superficie cercana a los 4.996.000 metros cuadrados repartidos entre la zona principal 3.648.000 m², 648.000 m² de la Ampliación Norte, y 700.000 m² de la Ampliación Sur.

#### Polígono Industrial Romica
Romica se sitúa a 5 km al norte de la ciudad, y se accede a él a través de la carretera nacional N-322, aunque tiene conexión con las autovías A-31, A-32 y A-30, así como con las carreteras N-430 y N-320.
En el Polígono Industrial Romica trabajan a diario más de 2.500 personas actualmente, que podrían llegar a cerca de 6.000 cuando se culminen las ampliaciones proyectadas en el Polígono
Romica ocupa una superficie cercana a los 2,7 millones de metros cuadrados, de los que en 2007 estaban ocupados 1,5 millones, y cuenta con cerca de 350 empresas.
El Polígono Romica nace en 1997, aunque las primeras empresas se fueron instalando a partir de 1998. Actualmente se encuentra integrado fundamentalmente, y entre otros, por los sectores de la construcción, las energías eólicas, el sector agroalimentario, el aeronáutico, o los transportes.
- Polígono Industrial Camporroso

Camporroso está situado al sureste de la ciudad. Con una superficie de más de un millón de metros cuadrados, en él se encuentran instaladas industrias de muy diversos sectores.

#### Parque Empresarial Ajusa

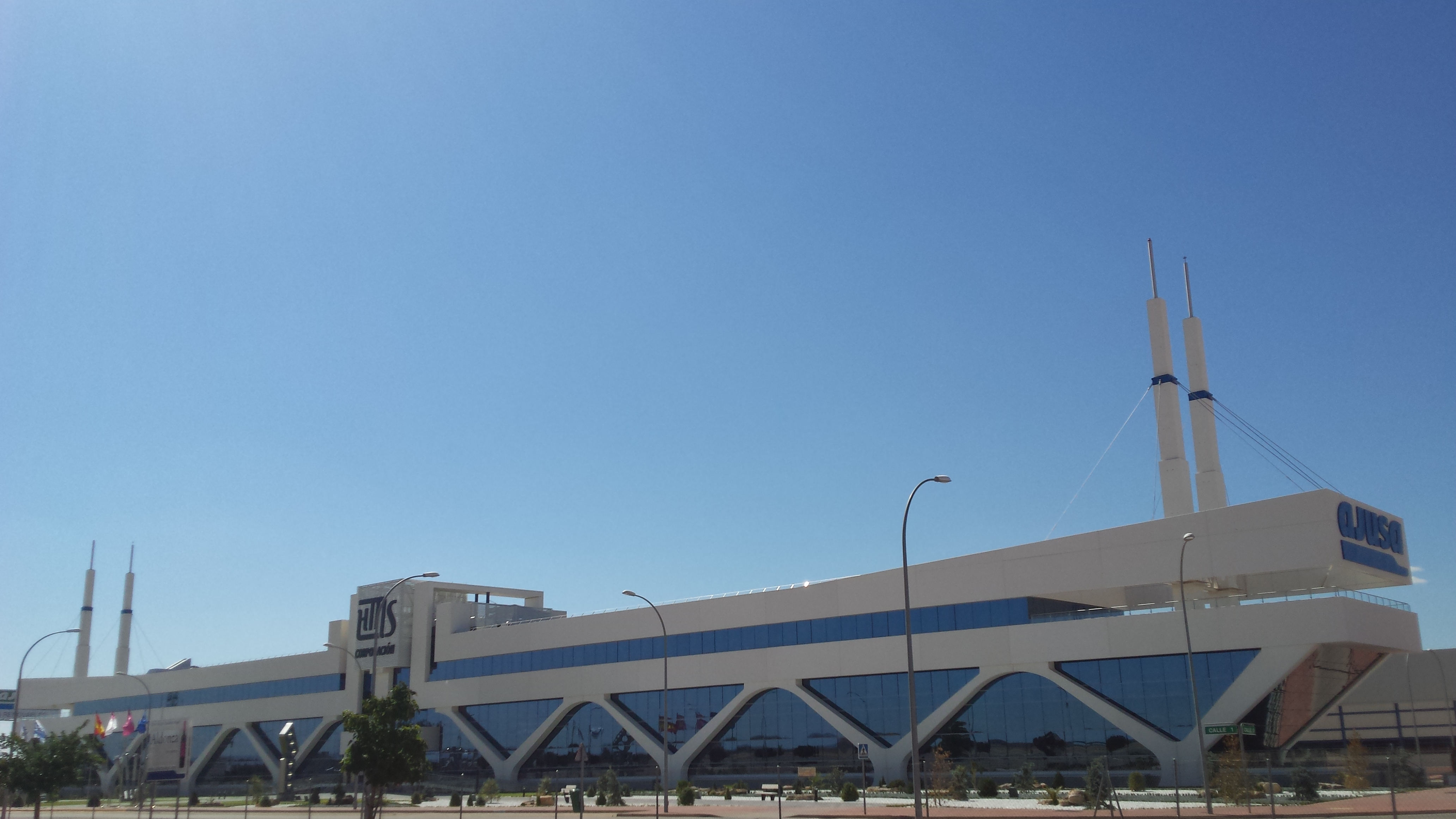
Majestuoso edificio de la Sede Social de la Corporación HMS, en el Parque Empresarial Ajusa.

Este polígono, destinado fundamentalmente a la automoción, se localiza en la carretera autonómica CM-332, a menos de dos kilómetros de la autovía A-31 y muy cercano a la capital, junto al Circuito de Velocidad La Torrecica.
La empresa principal es Ajusa, empresa albaceteña líder mundial en la fabricación de componentes automovilísticos (exportando a más de 60 países), a la que se han ido sumando varias sociedades, fundamentalmente de la Corporación HMS.
El Polígono dispone de un total de 2.004.120 metros cuadrados dedicados a industria, de los que actualmente están ocupados cerca de 400.000.

#### Parque Aeronáutico y Logístico(PAL)

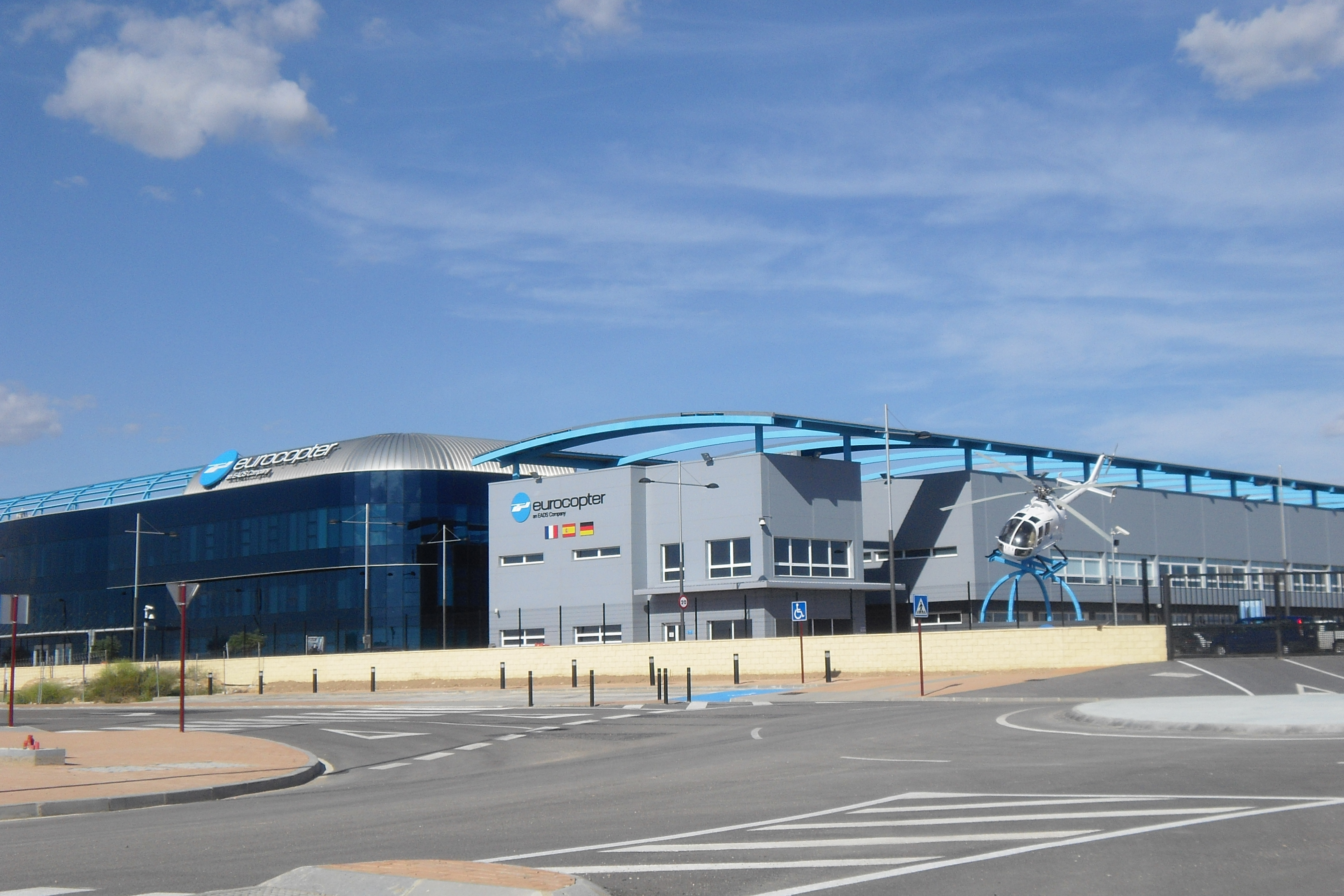
El líder mundial fabricante de helicópteros Airbus Helicopters tiene su sede de España en el Parque Aeronáutico y Logístico de Albacete.

El PAL cuenta con una superficie total de 817.375 m², constando de 225 parcelas, que se distribuyen en 17 manzanas. Al Parque, que se encuentra a 3,9 kilómetros al sur de la ciudad, muy cerca del Aeropuerto de Los Llanos, de la Base Aérea Militar del mismo nombre y de la Maestranza Aérea, se accede actualmente a través de la carretera CM-3203, aunque ya está redactado el proyecto para el inicio de las obras de la futura Autovía de Los Llanos que conectaría con la circunvalación sur de Albacete.
Aunque la factoría de Airbus Helicopters España es la industria principal y primera que se instaló en el Parque, varias han sido las que se han sumado en este tiempo, y aún hoy se siguen produciendo nuevos anuncios de empresas que deciden instalarse en las parcelas del PAL, como INAER, ITH, FAMETAL y EXPAL (Grupo Maxam), ACOEMAN, LTK(próxima instalación), Altran Technologies,, Swift Aerotechnics, o Amper (anunciada su próxima instalación).

#### Parque Científico y Tecnológico

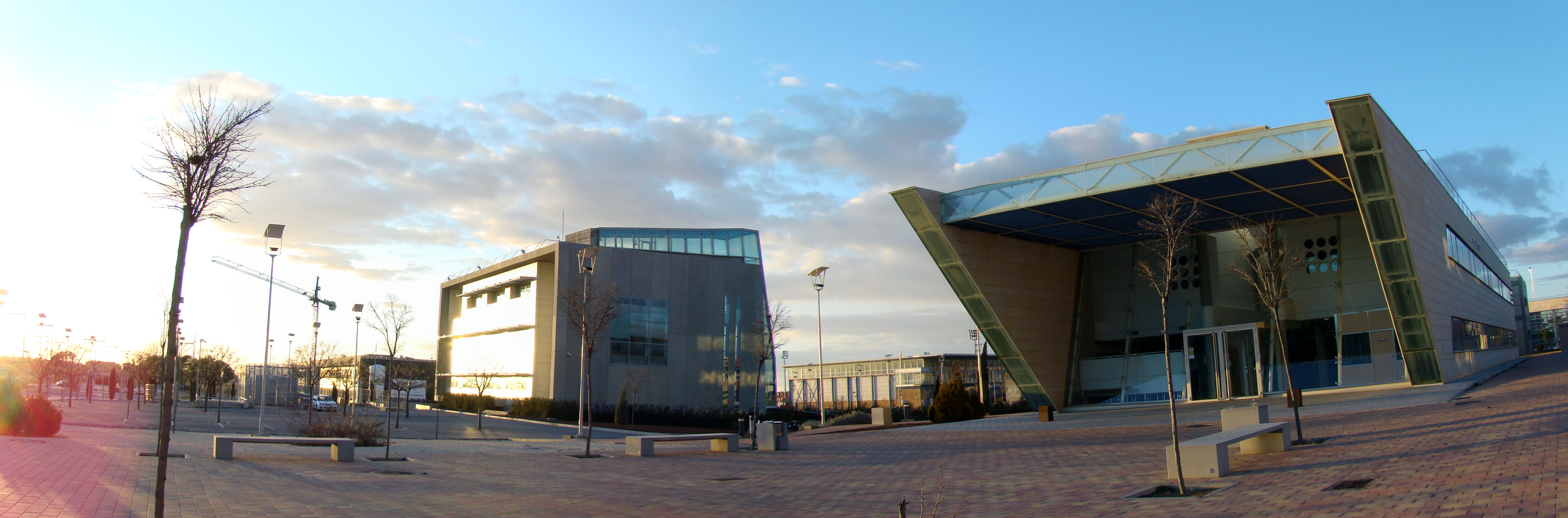
Edificios del Parque Científico y Tecnológico de la ciudad.

El Parque Científico y Tecnológico de Albacete, se crea en 2001, a través de la Fundación Parque Científico y Tecnológico, cuyo patronato está formado por la Junta de Comunidades de Castilla-La Mancha, la Universidad de Castilla-La Mancha, el Ayuntamiento de Albacete y la Diputación de Albacete, siendo su propósito el de reunir el conjunto de iniciativas innovadoras y empresariales. El Parque se encuentra situado en las inmediaciones del Campus Universitario, muy cercano al Jardín Botánico de Castilla-La Mancha.
Con una superficie de 300.000 m², en él se encuentra la sede del Clúster Aeronáutico de Castilla-La Mancha, además de empresas del sector aeronáutico, de biotecnología, de energías renovables, de consultoría tecnológica, de biomedicina, o robótica.

## Servicios
El sector terciario, ocupa actualmente una función primordial, gracias al proceso de industrialización y crecimiento de la ciudad. En 2009, el 68,6% de las empresas y el 67,9% de los trabajadores están enmarcados en dicho sector. Especialmente destacan en este sentido el comercio, la banca y el turismo de negocios.

### Comercio
La Cámara Oficial de Comercio e Industria de Albacete fundada el 30 de noviembre de 1899, integra a todas las personas naturales o jurídicas que ejercen su actividad empresarial en la provincia, y tiene como misión la representación, promoción y defensa de los intereses generales del tejido empresarial y de la economía albaceteña.
La actividad comercial ocupa un lugar destacado, tanto para la ciudad como para toda la provincia.
| Sector comercial                                                                          | Empresas |
| Oficinas bancarias (2010): Bancos (71) Cajas de ahorros (47) Cooperativas de crédito (21) | 139      |
| Empresas comerciales mayoristas (2011)                                                    | 1082     |
| Empresas comerciales minoristas (2011)                                                    | 3.341    |
| Grandes almacenes (2011)                                                                  | 2        |
| Hipermercados (2011)                                                                      | 3        |
| Supermercados                                                                             | 42       |
| Bares y restaurantes                                                                      | 971      |

#### Áreas comerciales

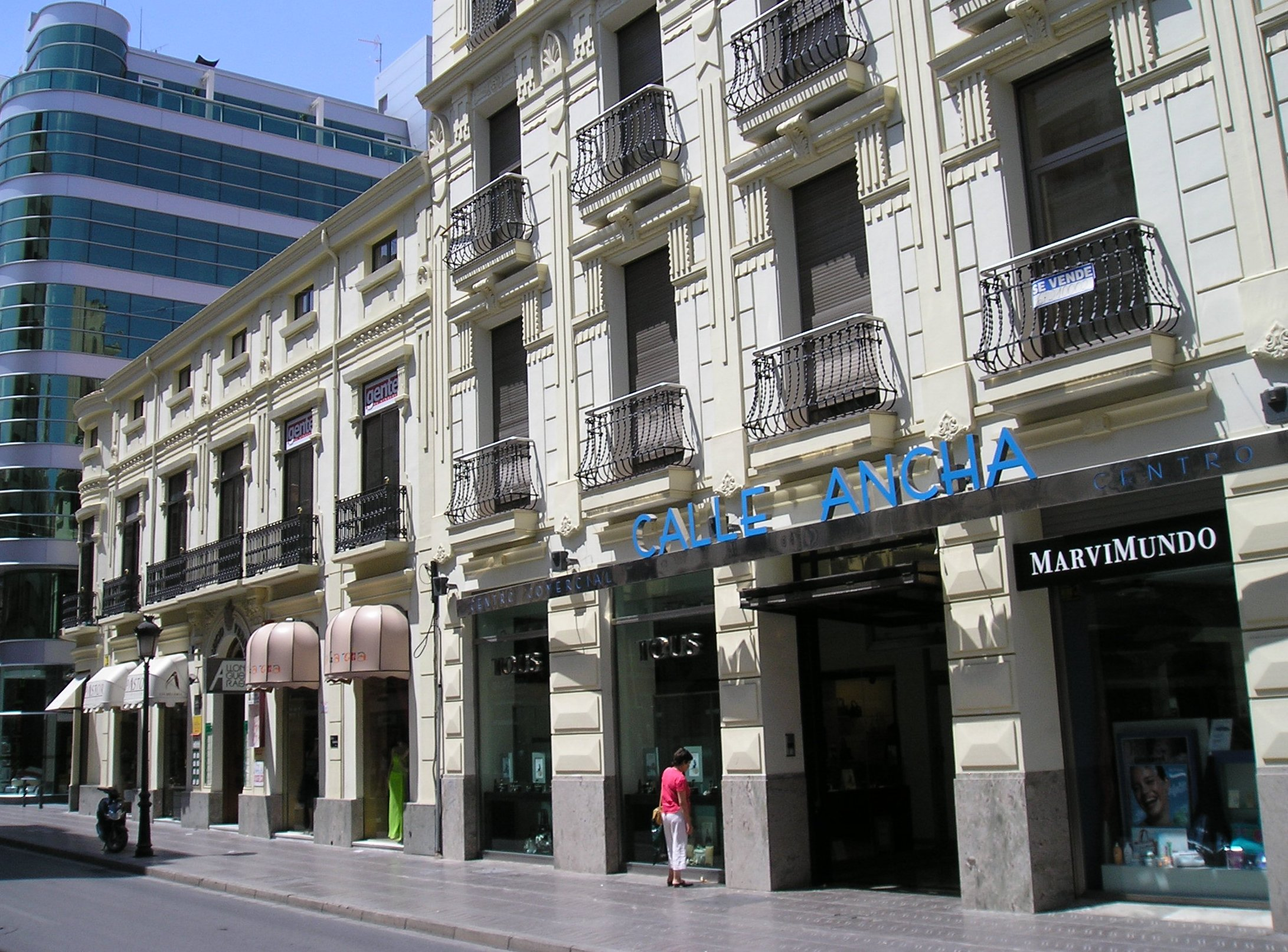
Centro Comercial "Calle Ancha" en la Calle Tesifonte Gallego, denominada como la "milla de oro" de Albacete.

En torno al centro de Albacete se halla el núcleo tradicional del comercio de la ciudad, especialmente a lo largo de la Calle Ancha (como son conocidas popularmente las calles Tesifonte Gallego y Marqués de Molíns), los primeros tramos la Calle del Rosario, de la Calle Mayor y de la Calle del Tinte, así como otras calles cercanas. En estas calles pueden encontrarse pequeñas tiendas que conviven con los grandes almacenes y las franquicias de grandes cadenas de moda. Esos pequeños comercios se han agrupado en un centro comercial abierto Albacete Centro. Además, en la zona del recinto ferial y del bulevar (avenidas de Isabel La Católica, Menéndez Pidal, la Plaza de Isabel II y todas las calles aledañas), también se ha constituido otro centro comercial abierto Centro Comercial Abierto Zona Boulevard.
Albacete cuenta con varios centros comerciales de diferentes características:
- Centro Comercial Los Llanos (38°58′54″N 01°51′58″O / 38.98167, -1.86611): gestionado por la empresa Ségécé, está situado en la Avenida Primero de Mayo, ocupa una superficie de 50.665 metros cuadrados, y cuenta con más de 40 establecimientos, entre ellos un hipermercado Carrefour. Además, cuenta con 1.927 plazas de aparcamiento.[37]

- Centro Comercial Albacenter (38°59′25″N 01°50′48″O / 38.99028, -1.84667): gestionado por la empresa Unibail-Rodamco, se encuentra situado en la Calle Alcalde Conangla, ocupa una superficie de 26.963 metros cuadrados, y cuenta con más de 60 establecimientos, entre ellos un hipermercado Eroski. Además, cuenta con 1.223 plazas de aparcamiento.[38]

- Centro Comercial y de Ocio Imaginalia (39°00′30″N 01°52′45″O / 39.00833, -1.87917): gestionado por la empresa Sociedad de Centros Comerciales de España, se encuentra situado en la Avenida de la Ilustración, ocupa una superficie de cerca de 90.000 m²,[39] y cuenta con más de 80 establecimientos, entre ellos un hipermercado Alcampo, Media Markt, Sprinter, Norauto, Toys 'R Us, Gimnasio, Bolera... Además, cuenta con más de 2.000 plazas de aparcamiento.[40]

- Centro Comercial de El Corte Inglés (38°58′57″N 01°51′15″O / 38.98250, -1.85417): situado en la Avenida de España, ocupa una superficie de 25.000 m², cuenta con once plantas (cinco de ellas subterráneas), en donde se encuentran, además de sus grandes almacenes, un supermercado y un restaurante. Además, cuenta con más de 730 plazas de aparcamiento.[41]

- Centro Comercial "Vialia - Estación de Albacete" (39°0′04.76″N 01°50′52″O / 39.0013222, -1.84778): situado en la moderna estación de ferrocarril de la ciudad, cuenta con cerca de 13.000 metros cuadrados (de total de 21.000 del que dispone la estación) y dispone de 41 locales (entre ellos cines, bares y restaurantes, comercios y supermercados),[42] además de contar con 560 plazas para estacionar vehículos.[43]

- Centro Comercial "Val General" (38°58′57″N 01°51′15″O / 38.98250, -1.85417): situado en un edificio que data de 1912 en la calle Tesifonte Gallego, ocupa una superficie de 5.600 m², y cuenta con 39 locales.[44]

- Centro Comercial "Calle Ancha" (38°59′30″N 2°25′59″O / 38.99167, -2.43306): situado en la calle Tesifonte Gallego, ocupa una superficie cercana a los 5.000 m², y cuenta con varios locales de moda.[cita requerida]

A finales de 2012 se tiene previsto terminar la urbanización del tramo final del Paseo de la Cuba en donde se tiene prevista la instalación de un Centro Comercial y de Negocios denominado "El Alto", con una superficie de 26 000 metros cuadrados.

### Turismo
La infraestructura hotelera de la ciudad es suficiente para alojar el número habitual de turistas que la visitan, aunque en fechas puntuales como durante la Feria es insuficiente para cubrir la demanda que se produce. En cuanto a los alojamientos, en el año 2011, la ciudad con 1.838 plazas, distribuidas por un parador nacional -el Parador de Albacete-, trece hoteles, cuatro hostales, y cuatro pensiones. Los bares y restaurantes tienen gran importancia en la economía local, debido a la variada cantidad de establecimientos dedicados a la restauración, ofreciendo una gran diversidad de sus cocinas en todos los estilos gastronómicos y categorías.
| Tipo    | Tipo        | Establecimientos | Tipo     | Tipo        | Establecimientos | Tipo      | Tipo        | Establecimientos |
| ------- | ----------- | ---------------- | -------- | ----------- | ---------------- | --------- | ----------- | ---------------- |
| Hoteles | 4 estrellas | 6                | Hostales | 4 estrellas | 0                | Pensiones | 4 estrellas | 0                |
| Hoteles | 3 estrellas | 5                | Hostales | 3 estrellas | 0                | Pensiones | 3 estrellas | 0                |
| Hoteles | 2 estrellas | 2                | Hostales | 2 estrellas | 2                | Pensiones | 2 estrellas | 1                |
| Hoteles | 1 estrella  | 1                | Hostales | 1 estrella  | 2                | Pensiones | 1 estrella  | 3                |
| Hoteles | Total       | 14               | Hostales | Total       | 4                | Pensiones | Total       | 4                |

#### Turismo de negocios

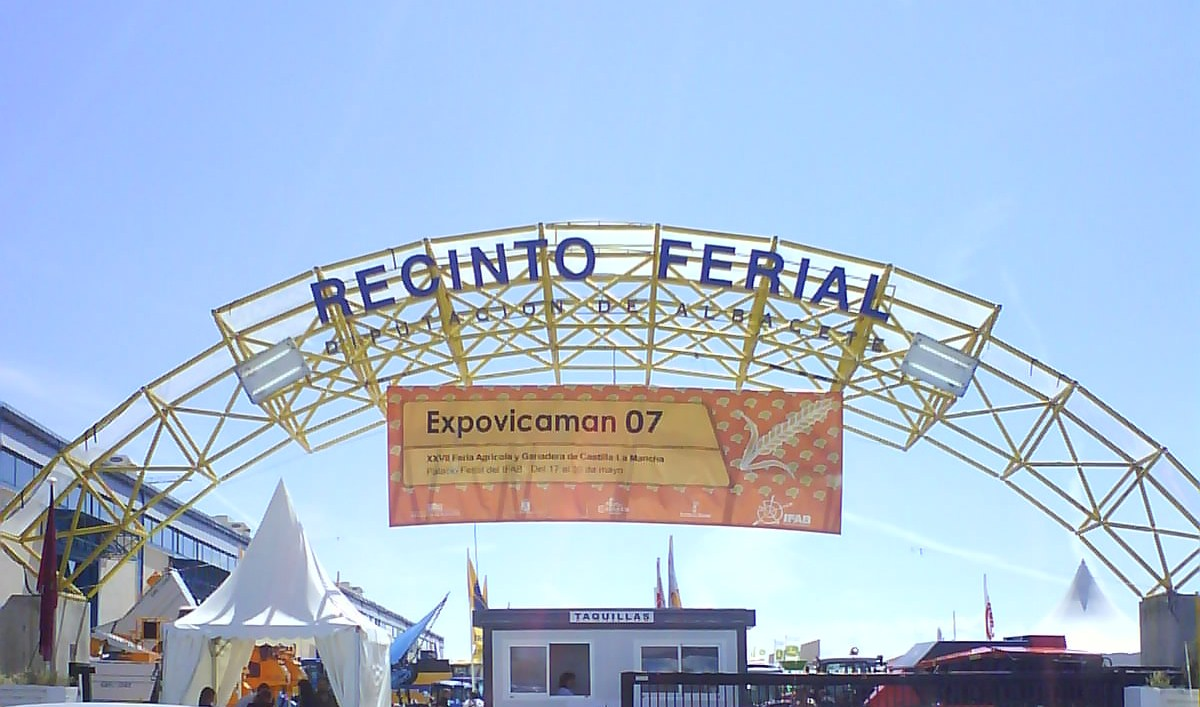
Entrada principal al Palacio del IFAB desde la Avenida Gregorio Arcos durante la celebración de la Feria de Expovicaman.

Albacete cuenta con una dilatada historia como ciudad de negocios desde la primera mitad del siglo XIV, y su feria agroganadera que se convirtió en punto de encuentro de gentes del sureste español. Su situación geográfica y sus buenas comunicaciones, unidas al carácter emprendedor de sus habitantes han acentuado esta capacidad. Un amplio e interesante calendario ferial y un moderno , inaugurado en 2007, hacen de Albacete un destino turístico emergente del turismo de negocios.
Además, la Institución Ferial de Albacete (IFAB), organiza anualmente varios eventos que se celebran en el Palacio Ferial del IFAB, entre otros:
- Antigua: Feria de Antigüedades (Imaginería, pintura, mobiliario, arte gráfico, joyería, lámparas, decoración, cristalería, relojes, forja, cerámica, coleccionismo, equipos científicos,...).[50]

- Comercia: Feria del Stock de Albacete (Artículos de deporte, regalo, complementos en piel, juguetes, cerámica, ferretería, menaje, joyería, iluminación, decoración, marroquinería, mobiliario, moda mujer, confección caballero, moda infantil, muebles, óptica, perfumería, calzado, telefonía, textil, relax, etc…).[51]

- Quesab: Feria Internacional del Queso e industrias afines.[52]

- Ferimotor: Feria del automóvil, motocicleta y vehículo industrial nuevos, usados y de ocasión.[53]

- Expovicaman: Feria Agrícola y Ganadera de Castilla - La Mancha, (Maquinaria agrícola, material ganadero, semillas, fitosanitarios, abonos, herbicidas, fungicidas, entidades financieras, frutales, veterinaria, productores de planta, depuradoras, guarnicionerías, programas informáticos, investigación agraria, revistas especializadas, piensos, ordeñadoras, planta forestal, lubricantes, sistemas de regadío, etc…).[54]

- Feria de la Cuchillería: Feria de la cuchillería de la ciudad de Albacete.[55]

- Artesana: Feria de la artesanía de Castilla - La Mancha

- Alimenta: Feria regional de la alimentación

- Empleat: Feria del empleo y la formación de Albacete

- Celebralia: Feria de bodas y celebraciones.[56]

- Naturocio: Feria del turismo de Castilla - La Mancha.[57]